# Фаворин, Юрий Владимирович
Юрий Владимирович Фаворин (17 декабря 1986, Москва) — российский пианист.

## Биография
Родился в Москве, учился игре на фортепиано и кларнете сначала в Детской школе искусств № 11, затем, в 1995—2004 гг., — в Средней специальной музыкальной школе им. Гнесиных, которую окончил по классу фортепиано, кларнета и композиции (преподаватели — Л. А. Григорьева, И. П. Мозговенко и В. Б. Довгань). В 2004—2009 гг. учился в Московской консерватории по классу фортепиано у профессора М. С. Воскресенского. С 2009 г. — аспирант Московской консерватории.

## Концертная деятельность
Много выступает с сольными программами, а также в симфонических концертах и с камерными ансамблями. В его репертуаре — сочинения русских и зарубежных композиторов XIX, XX и XXI вв.: Бетховен, Шуман, Алькан, Шопен, Лист, Григ, Чайковский, Рахманинов, Метнер, Рославец, Шостакович, Бузони, Яначек, Мессиан, Булез, Амлен, Лигети, Сысоев, Хаас, Аблингер, Леру, Барретт, Шаррино, Дюфур и др.
Участник многих всероссийских и международных фестивалей, таких как «Сумасшедшие дни» в Нанте и в Токио (2012), «Арт-Ноябрь» (2011), Международного фестиваля в Сан-Лизьере (Франция) (2011), «Дух фортепиано» в Бордо (Франция) (2011), «Музыка долины Тарн» (Франция) (2011), фестиваля-школы «ТERRITORIЯ» (2011), XII Международный фестиваль современной музыки «Московский Форум: Франкофония» (2010), «Стенвэй-парад» (2009), Международный фестиваль «К 100-летию со дня рождения Оливье Мессиана» (2008), XII фестиваль фортепианной музыки «Gradus ad Parnassum» (2008), Московский фестиваль форума «Классика» (2008), Международный российско-польский фестиваль «Молодёжная академия музыки» (Москва, 2008), концертный цикл «Портреты молодых» в рамках Международной благотворительной программы «Школа муз» (с 2007 г. ежегодно), III Международный молодёжный фестиваль классической музыки «Primavera Classica» (2007), Международный фестиваль стран Балтии (2006) (в составе Ансамбля им. Э. Грига Московской консерватории) и др.
Участник Академии фестиваля Вербье (Швейцария, 2011).
Дает гастрольные концерты в городах России и за рубежом — в Бельгии, Нидерландах, Германии, Франции, Австрии, Венгрии, Польше, Норвегии, Швеции, Италии, Японии.

В подаче Фаворина любая бетховенская соната выглядит подлинным шедевром, независимо от её популярности: Юрию свойственна как тщательность выделки всех пианистических „мелочей“, так и громадное внимание к стройности конструкции в целом. Это был настоящий Бетховен: стильный, сурово-сдержанный. 
Вместе с композитором Алексеем Сысоевым и перкуссионистом Дмитрием Щёлкиным является организатором и участником ансамбля свободной импровизационной музыки «Error 404» (недоступная ссылка).

## Аудиозаписи
- Николай Метнер: Все сонаты для фортепиано. В 4 дисках. Диск № 4: Соната ми минор «Ночной ветер» op. 25 № 2. (МГК им. П. И. Чайковского. Запись с концерта 29 марта 2009 г.)
- Антология русской фортепианной музыки. Выпуск первый: Период 1917–1991 гг. Диск № 1: Н. Я. Мясковский. Соната № 3 op. 19 (1920). («Капельмейстер», Фонд Тихона Хренникова. Студийная запись 2010 г.)
- Queen Elisabeth Competition: Piano 2010. Диск № 1: Ф. Лист.  Концерт № 1 ми-бемоль мажор S. 124; Диск № 2: Ж.-Л. Фафшам. Назад к звуку; Диск «Bonus Encore»: Ф. Шуберт. Соната ми-бемоль мажор D 568 оp. 122 (Брюссель. Запись с концертов 10 и 24 мая 2010 г.)
- Лист: Поэтические и религиозные гармонии (Muso Label, 2013)
- It Don’t Mean a Thing (вместе с Алексеем Сысоевым и Константином Суханом, Creative Sources, 2014)
- Алексей Сысоев: Selene (2 CD, Fancy Music, 2015)
- Прокофьев, Попов, Шостакович, Ребиков, Фейнберг (Фирма Мелодия, 2016)
- Сергей Прокофьев, 2 сонаты для скрипки и фортепиано, 5 мелодий (вместе с Айленом Притчиным, Фирма Мелодия, 2017)
- Шарль-Валантен Алькан, произведения для фортепиано (Muso Label, 2017)
- Ференц Лист: Годы странствий (Live, 3 CD, Фирма Мелодия, 2021)
- Звуковой обзор 3: Борис Тищенко, Николай Сидельников (Фирма Мелодия, 2022)
- Сергей Прокофьев, Соната для фортепиано №6 (Meshina Records, 2025)
- Геннадий Банщиков, 5 сонат для фортепиано (Фирма Мелодия, 2025)

## Премии
- Лауреат Всероссийской композиторской Премии для детей и юношества им. А. Петрова «Хрустальный камертон» в номинации «Академическая инструментальная музыка» (младшая возрастная группа)
- 3-я премия Открытого международного конкурса композиторов-пианистов «Николай Рубинштейн и Московская композиторская школа» Ассоциации «Классическое наследие» (Москва, 1998)
- Лауреат конкурса композиторов «Вариации на венгерскую тему»
- Диплом Министра культуры Российской Федерации
- 1-я премия Первого юношеского конкурса пианистов им. Н. Г. Рубинштейна (младшая возрастная группа) (Москва, 2001).
- 1-я премия (Премия Дьёрдя Циффры) Фонда им. Д. Циффры (Вена, Австрия, 2003)
- 4-я премия («Yvonne Loriod Prize») Международного конкурса им. Оливье Мессиана — Современное фортепиано (Париж, 2007) и Премия юному исполнителю-солисту Фонда музыкального творчества (Франция)
- 4-я премия (Премия правительств языковых сообществ Бельгии) Международного конкурса им. королевы Елизаветы (фортепиано) (Брюссель, Бельгия, 2010)